# EF Education-Tibco-SVB/Saison 2023
Dieser Artikel beschreibt die Mannschaft und die Siege des Radsportteams EF Education-Tibco-SVB in der Saison 2023.

## Mannschaft
| Teamkader 2023                         | Teamkader 2023     | Teamkader 2023         | Teamkader 2023                       |
| Name                                   | Geburtsdatum       | Land                   | Vorheriges Team                      |
| -------------------------------------- | ------------------ | ---------------------- | ------------------------------------ |
| Elizabeth Banks                        | 7. November 1990   | Vereinigtes Königreich | Ceratizit-WNT Pro Cycling (2021)     |
| Letizia Borghesi                       | 16. Oktober 1998   | Italien                | Aromitalia-Basso Bikes-Vaiano (2021) |
| Zoe Bäckstedt (1. Jan.–31. Aug., Anm.) | 24. September 2004 | Vereinigtes Königreich | Tormans CX Team (2022)               |
| Kristabel Doebel-Hickok                | 28. April 1989     | Vereinigte Staaten     | Rally Cycling (2021)                 |
| Veronica Ewers                         | 1. September 1994  | Vereinigte Staaten     | Fount Cycling Guild (2021)           |
| Kathrin Hammes                         | 9. Januar 1989     | Deutschland            | Ceratizit-WNT Pro Cycling (2021)     |
| Clara Honsinger                        | 5. Juni 1997       | Vereinigte Staaten     |                                      |
| Alison Jackson                         | 14. Dezember 1988  | Kanada                 | Liv Racing Xstra (2022)              |
| Emma Langley                           | 23. November 1995  | Vereinigte Staaten     | Team Illuminate (2020)               |
| Sara Poidevin                          | 7. Mai 1996        | Kanada                 | Rally Cycling (2021)                 |
| Omer Shapira                           | 9. September 1994  | Israel                 | Canyon-SRAM Racing (2021)            |
| Lauren Stephens                        | 28. Dezember 1986  | Vereinigte Staaten     | Cylance (2018)                       |
| Abi Smith                              | 1. April 2002      | Vereinigtes Königreich |                                      |
| Magdeleine Vallieres                   | 10. August 2001    | Kanada                 | World Cycling Centre (2021)          |
| Georgia Williams                       | 25. August 1993    | Neuseeland             | Team BikeExchange-Jayco (2022)       |
| Femke Beuling (20. Apr.–31. Dez.)      | 20. Dezember 1999  | Niederlande            | Team Drenthe (2023)                  |
|                                        |                    |                        |                                      |
| Quelle: ProCyclingStats                |                    |                        |                                      |

Anmerkung: Zoe Bäckstedt, Teamwechsel

## Siege
| Siege    | Siege                                                        | Siege      | Siege  | Siege            | Siege |
| Datum    | Rennen                                                       | Staat      | Klasse | Siegerin         |       |
| -------- | ------------------------------------------------------------ | ---------- | ------ | ---------------- | ----- |
| 10. Feb. | Neuseeländische Meisterschaften, Einzelzeitfahren der Frauen | Neuseeland | CN     | Georgia Williams |       |
| 8. Apr.  | Paris–Roubaix Femmes                                         | Frankreich | 1.WWT  | Alison Jackson   |       |
| 25. Jun. | Kanadische Meisterschaften, Straßenrennen der Frauen         | Kanada     | CN     | Alison Jackson   |       |

## UCI-Weltranglisten-Platzierungen
| UCI-Ranking | UCI-Ranking             | UCI-Ranking            | UCI-Ranking |
| Fahrerin    | Fahrerin                | Land                   | Punkte      |
| ----------- | ----------------------- | ---------------------- | ----------- |
| 29.         | Alison Jackson          | Kanada                 | 1135 P.     |
| 64.         | Georgia Williams        | Neuseeland             | 584 P.      |
| 90.         | Veronica Ewers          | Vereinigte Staaten     | 427 P.      |
| 116.        | Lauren Stephens         | Vereinigte Staaten     | 320 P.      |
| 139.        | Kristabel Doebel-Hickok | Vereinigte Staaten     | 283 P.      |
| 165.        | Letizia Borghesi        | Italien                | 228 P.      |
| 278.        | Kathrin Hammes          | Deutschland            | 125 P.      |
| 376.        | Abi Smith               | Vereinigtes Königreich | 81 P.       |
| 834.        | Emma Langley            | Vereinigte Staaten     | 20 P.       |
| 1216.       | Sara Poidevin           | Kanada                 | 4 P.        |